# Kubbvete
Kubbvete (Triticum compactum) är en gräsart som beskrevs av Nicolaus Thomas Host. Enligt Catalogue of Life ingår Kubbvete i släktet veten och familjen gräs, men enligt Dyntaxa är tillhörigheten istället släktet veten och familjen gräs. Arten har ej påträffats i Sverige. Inga underarter finns listade i Catalogue of Life.
Kubbvete är en domesticerad veteart och har till skillnad från de vilda vetearternas 14 kromosomer 42 kromosomer. Den nära besläktad med speltvete och tidigare räknad som en underart till brödvete. Den är en av de äldsta odlade vetearterna, men kornen kan i förkolnad form inte skiljas från de hos brödvete.

## Bildgalleri

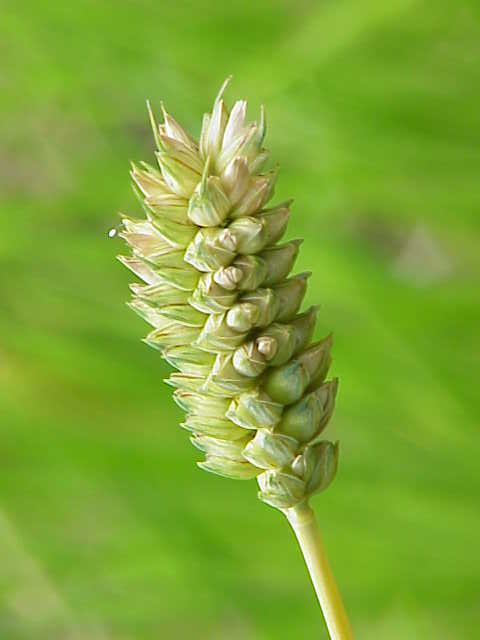